# 유의부
유의부(劉義符, 406년 ~ 424년 8월 4일(음력 6월 24일))는 중국 남북조 시대 유송의 제2대 황제(재위 : 422년 ~ 424년)이다. 폐위당하였고 시호가 없어서 소제(少帝)로 호칭된다.

## 생애
422년, 유송(劉宋)을 건국한 유유(劉裕)가 죽자, 뒤를 이어 황제로 즉위하였다. 유유는 서선지(徐羨之), 부량(傅亮), 사회(謝晦), 단도제(檀道濟) 등의 신하들에게 후사를 부탁했지만, 유의부가 조정의 사무에 서툴러서, 서선지 등이 황제의 후견을 받고 권력을 포기하지 않고, 황태후의 명을 받아서 즉위 불과 2년 만에 폐위당했다. 서선지와 신하들은 유의부의 동생인 유의륭(劉義隆)을 황제로 추대하였다.
폐위당한 이후 영양왕(營陽王)으로 봉해졌지만, 얼마 안가서 암살당했다.

## 기년
| 영양왕      | 원년            | 2년        |
| ----------- | --------------- | ---------- |
| 서력 (西曆) | 423년           | 424년      |
| 간지 (干支) | 계해(癸亥)      | 갑자(甲子) |
| 연호 (年號) | 경평(景平) 원년 | 2년        |